# Mesoleius pertinax
Mesoleius pertinax är en stekelart som beskrevs av Davis 1897. Mesoleius pertinax ingår i släktet Mesoleius och familjen brokparasitsteklar. Inga underarter finns listade i Catalogue of Life.